# Marge vs. Singles, Seniors, Childless Couples and Teens, and Gays
Marge vs. Singles, Seniors, Childless Couples and Teens, and Gays, llamado Marge contra solteros, ancianos, parejas sin hijos, adolescentes y gais en España y Marge contra solteros, adultos mayores, parejas sin hijos, adolescentes y gays en Hispanoamérica, es un episodio perteneciente a la decimoquinta temporada de la serie animada Los Simpson, emitido originalmente el 4 de enero de 2004. El episodio fue escrito por Jon Vitti y dirigido por Bob Anderson.

## Sinopsis
Cuando Bart y Lisa pelean sobre qué ver en televisión, accidentalmente cambian al canal donde se emite un programa infantil conducido por el cantante y guitarrista Roofi, una parodia del compositor y cantautor canadiense-armenio Raffi Cavoukian. Maggie adora el programa y después de que Bart y Lisa accidentalmente dicen que hay un álbum de él, Marge lo compra y lo toca para Maggie en todos lados, para molestia del resto de su familia. Marge va tan lejos que compra boletos para el concierto, el cual se llevaría a cabo en la granja de Cletus Spuckler. Sin embargo, debido a que el concierto se sobrevende, la granja queda abarrotada y los Teletubbies se presentan como teloneros. Roofi aparece para cantar bajo un aguacero, pero es golpeado en la cara con un biberón y abruptamente finaliza el concierto huyendo en helicóptero. Tras ver el evento en televisión, Homer, Lisa y Bart salen a toda prisa a la granja de Cletus, pero el Jefe Wiggum les advierte que no deben ingresar, dejando que Eddie y Lou intervengan. Pronto, los bebés provocan disturbios y la noticia es reportada por Kent Brockman.
En respuesta al desastre, todos los adultos de Springfield que no tienen hijos (solteros, ancianos, parejas sin hijos, adolescentes y homosexuales) se levantan en armas, porque Kabul declaró que ya no será la ciudad hermana de Springfield y el alcalde Quimby forzosamente toma $1 millón de dólares de la audiencia del fallido concierto para cubrir los daños. Lindsay Naegle forma un grupo anti-infantil llamado "Solteros, Ancianos, Parejas Sin Hijos y Adolescentes y Gays contra Padres Parasitarios" para remover de la ciudad todo lo que trae comodidades a las familias. Se construye una estatua a los padres perezosos de América el bus escolar ignora a los niños para llevar a los ancianos a los casinos y una nueva ordenanza permite que los niños que protesten sean electrocutados.
Una furiosa Marge lanza una iniciativa: "Las Familias Son Primero", y ella crea su organización "Padres Orgullosos Contra los Solteros, Ancianos, Parejas Sin Hijos y Adolescentes y Gays". Sus esfuerzos inicialmente no riden frutos, pero recibe un aporte de $50.000 dólares del lobby estadounidense del tabaco, y el apoyo va incrementando después de que el Sr. Burns firma la petición de Marge porque a él le importan los niños (específicamente, los "huérfanos jóvenes con órganos sanos"). Otros ciudadanos de Springfield la apoyan y la Proposición 242 aparece como opción para votar. Homer intenta ayudar con la campaña pero lo arruina al poner la información equivocada en las pegatinas e insignias para los votantes, mientras que su nefasta propaganda protagonizada por Rudy Giulani fracasa y la oposición difama a Marge por televisión. Bart y Lisa pronto preparan un plan. Cuando todos van a votar ese día, son persuadidos por los abrazos cariñosos (literalmente) de los niños. La Proposición 242 es aprobada y Homer decide celebrarlo dejando que sus hijos vean una película para adultos sin supervisión mientras que él y Marge van a algún sitio tranquilo.

## Recepción
CinemaSentries le dio al episodio una recepción positiva, escribiendo "Marge Vs. Singles, Seniors, Childless Couples and Teens and Gays es un gran ejemplo de la forma en la que la serie solía encontrar hilaridad en burlarse de ambos lados de un problema al parodiar tanto la agotadora vida de un padre como las agotadoras vidas de aquellos sin hijos que tienen que enfrentarse a los problemas causados por los niños de otras personas."